# Himalaja-Storchschnabel
Der Himalaya-Storchschnabel (Geranium himalayense, Syn.: Geranium grandiflorum Edgew. non L., Geranium meeboldii Briq.) ist eine Pflanzenart in der Gattung der Storchschnäbel (Geranium).

## Beschreibung
Der Himalaya-Storchschnabel ist eine ausdauernde krautige Pflanze, deren Wildform nur Wuchshöhen von 9 bis 32 cm erreicht. Sie bilden Rhizome als Überdauerungsorgane. Die gegenständigen Laubblätter sind handförmig geteilt; die fünf bis sieben Segmente sind gelappt. Die Blattspreite ist 2,2 bis 3,8 (selten bis zu 5,5) cm lang und 3 bis 10 cm breit. Die Blattstiele sind bei den unteren Blättern bis zu 23 cm lang bei den obersten nur 0,2 bis 0,6 mm lang. Die Nebenblätter sind 6 bis 9 mm lang.
Die Blüte wachsen paarweise an einem 0,2 bis 2,1 cm langen Stiel. Die zwittrige, radiärsymmetrische Blüte ist fünfzählig. Die fünf grünen, und behaarten Kelchblätter sind 6,7 bis 11,3 mm lang. Die fünf tief blauen bis weißlichen Kronblätter sind 1,4 bis 2,1 cm lang. Es sind zwei Kreise mit je fünf Staubblättern vorhanden. Die dunkelblauen Staubbeutel sind 1,9 bis 2,7 mm lang. Die meist fünf Nektarien sind sie zu einem Ring vereinigt. Fünf Fruchtblättern sind zu einem oberständigen Fruchtknoten verwachsen. Die Narben sind blau bis violett. Die Spaltfrucht ist 2,7 bis 3 cm lang.

## Vorkommen
Diese Art wächst auf subalpinen bis alpinen Wiesen in Höhenlagen zwischen 3700 und 4400 Metern im südlichen und westlichen Tibet, in Afghanistan, im nördlichen Indien, Kaschmir, Nepal und Pakistan.

## Nutzung als Zierpflanze
Er zeichnet sich durch sehr dekorative blau bis blauviolette Blüten aus, die als große Schalenblüten von Mai bis Juni erscheinen. Diese Storchschnabelart ist vor allem für das Staudenbeet oder als Beipflanzung zu Rosen geeignet, anders als der Pyrenäen-Storchschnabel oder der Balkan-Storchschnabel eignet er sich weniger gut als Bodendecker oder zur Unterpflanzung an Gehölzrändern und unter Bäumen. Aufgrund seiner intensiven Farbe eignet er sich gut als Begleitpflanze zu weißen oder rosafarbenen Rosen.